# 采石之戰 (1161年)
采石之战，又稱采石磯之役，指中国古代宋金战争中的战役，南宋紹興三十一年十一月（1161年），金朝军队希望由采石磯（当涂北，今安徽省馬鞍山市雨山區采石街道）渡过长江伐宋，但最终没有成功，而以南宋的胜利而告终，维持宋金南北对峙的局面。

## 背景
紹興三十一年（1161年），金朝皇帝完顏亮率領60万大軍（号称百万）進攻南宋，橫越淮河，進迫長江。十月，金国东京留守曹國公完顏雍杀副留守高存福（高存福之女為完顏亮后宫），即皇帝位，是为金世宗。完顏亮面临内忧，無暇应付。
南宋方面，宰相陈康伯主导抗金大计，危难之际，烧毁宋高宗的诏书“如敌未退，散百官”，促使高宗下诏亲征並重抵留都建康（今南京）。宋高宗起用叶义问主持江淮，中书舍人虞允文参谋军事，汤思退主管临安，全面抗敌。

## 过程
十一月八日，中书舍人虞允文刚被委任為督視江淮軍馬府的參謀軍事，派往采石磯犒師，而完顏亮大軍亦正圖謀由采石磯渡過長江。当时，原來負責督軍的主帥李顯忠還未趕到，虞允文并非武将，完全可以听随行人的建议逃走，但虞允文执意要抵抗，进至采石磯，遇到残军1.8万人，士气低落，零散坐于路旁，皆作逃遁之计。虞允文立即親自督師，鼓励士气，把散處沿江各處無所統轄的軍隊迅速統合起來，沿江布阵。
交战时，因为宋军掩匿山后，完顏亮军开始以为采石磯无兵，等乘船快到了长江南岸时，才措手不及看见宋军列阵相待，当地人民观战助威者十数里不绝。但已不能后退，只得前进。宋水军多踏车海鳅船(人力外輪船)，大而灵活，而金水军船只底平面积小，极不稳便，宋船乘势冲击，金兵大败。第二天，虞允文又派水军主动进攻长江北岸的金军渡口。金军船只出港，宋军用强弩劲射，又使用船载霹雳炮（一种用火药弹丸的投石机）轰击，大败金军。
完颜亮见渡江失败，只得退回和州，接着進兵揚州。十一月下旬，在瓜洲渡（今江苏省扬州市古运河下游与长江交汇处）會集水军，准备渡江。期间金朝发生政变，完颜亮的堂弟曹国公完颜雍被拥立为帝。完颜亮一度命令金军3天内全部渡江南侵，否则处死，这就促使其内部矛盾激化，为部将完顏元宜所弑。十二月初，东路金军退走，宋军乘机收复两淮地区。

## 分析
此次戰役，刘錡军（駐镇江）与杨存中之功为重，虞允文亦有参与。由於宋军大本营就在建康，离采石三十公里。从建康到镇江宋军有二十万。「中书舍人虞允文刚被委任為督視江淮軍馬府的參謀軍事」实际上表明南宋最高军事指挥已可以直接主持江淮作战。（虞云国《细说宋朝》）

## 影響
- 南宋迅速扭转局勢，嚇阻金軍繼續南進。
- 金皇帝完颜亮因瓜洲失利遭部下缢杀。
- 宋高宗的对金稱臣国策徹底失败，其后翌年退位。

## 争议
「采石之战」所包含的内容也或有不同。亦有「陈鲁公（陈康伯）采石」一说，陈康伯指挥的采石之战应是由他指挥四路迎敌，安排宋高宗（駐建康）御驾亲征。从虞允文的采石首胜，到完颜亮移军瓜洲，受到刘錡军（駐镇江）坚决抵抗，不能渡江。最终被部将杀死。金军撤退。（宋罗大经撰，王瑞来点校的《鹤林玉露》載「四胜：周瑜赤壁、谢安淝水、寇莱公澶渊、陈鲁公采石，四胜大略相似。」《朱子语类》又曰：「谢安之于苻坚，如近世陈鲁公之于完颜亮，……」）

## 流行文化
梁羽生著《狂侠天骄魔女》有部分内容以此战为背景。

### 引用
1. 1 2  Lo 2012，第164頁.